# Néosigne
 (mars 2023).
Si vous disposez d'ouvrages ou d'articles de référence ou si vous connaissez des sites web de qualité traitant du thème abordé ici, merci de compléter l'article en donnant les références utiles à sa vérifiabilité et en les liant à la section « Notes et références ».
Les néosignes sont des idéogrammes (ou logogrammes) développés durant les années 1950 par l'écrivain et typographe Maximilien Vox (1894-1974). Cette recherche se voulait une expérimentation d'un langage visuel basé sur la conjugaison de différents signes.

## Exemples
On peut dégager de ces exemples quelques principes grammaticaux simples :
- Le point exprime la première personne du singulier, le « je ».
- Le trait à valeur de renforcement, d'accentuation d'une idée. Pour accroitre ce renforcement on peut doubler voire tripler le trait.
- La croix exprime la négation.